# 中村元恒
中村 元恒（なかむら もとつね、安永7年11月11日（1778年12月29日） - 嘉永4年9月3日（1851年9月27日））は江戸時代後期の医師、儒者。号は中倧、蕗原翁、不用舎、希月舎。通称は中書。字は大明、成甫。幼名は紋弥。初名は奛。中村元起は次男。中村弥六は孫にあたる。

## 生涯
信濃国伊那郡本郷村（現・長野県上伊那郡飯島町）に医師の中村元茂（伯先、淡斎）の長男として生まれる。父に医学を学び、寛政4年（1792年）に坂本天山に入門し儒学を学ぶ。同13年（1801年）、上洛して中西鷹山に古医方を、猪飼敬所に儒学を学ぶ。享和2年（1802年）に帰郷し、文化5年（1808年）同郡大出村（現・箕輪町）に移って家塾「不用舎」を開いて儒学と医学を教える。同7年（1810年）高遠藩に藩医兼藩儒として仕官し、師の天山の学説たる「実学」を奨励した。嘉永2年（1849年）藩内の開墾事業を巡る政争に連座して領内の黒河内村に流され、同4年（1851年）に没したが、その後赦免された。
子の元起とともに、郷土地誌の集大成「蕗原拾葉」を編纂した。大正7年（1918年）に従五位を遺贈された。

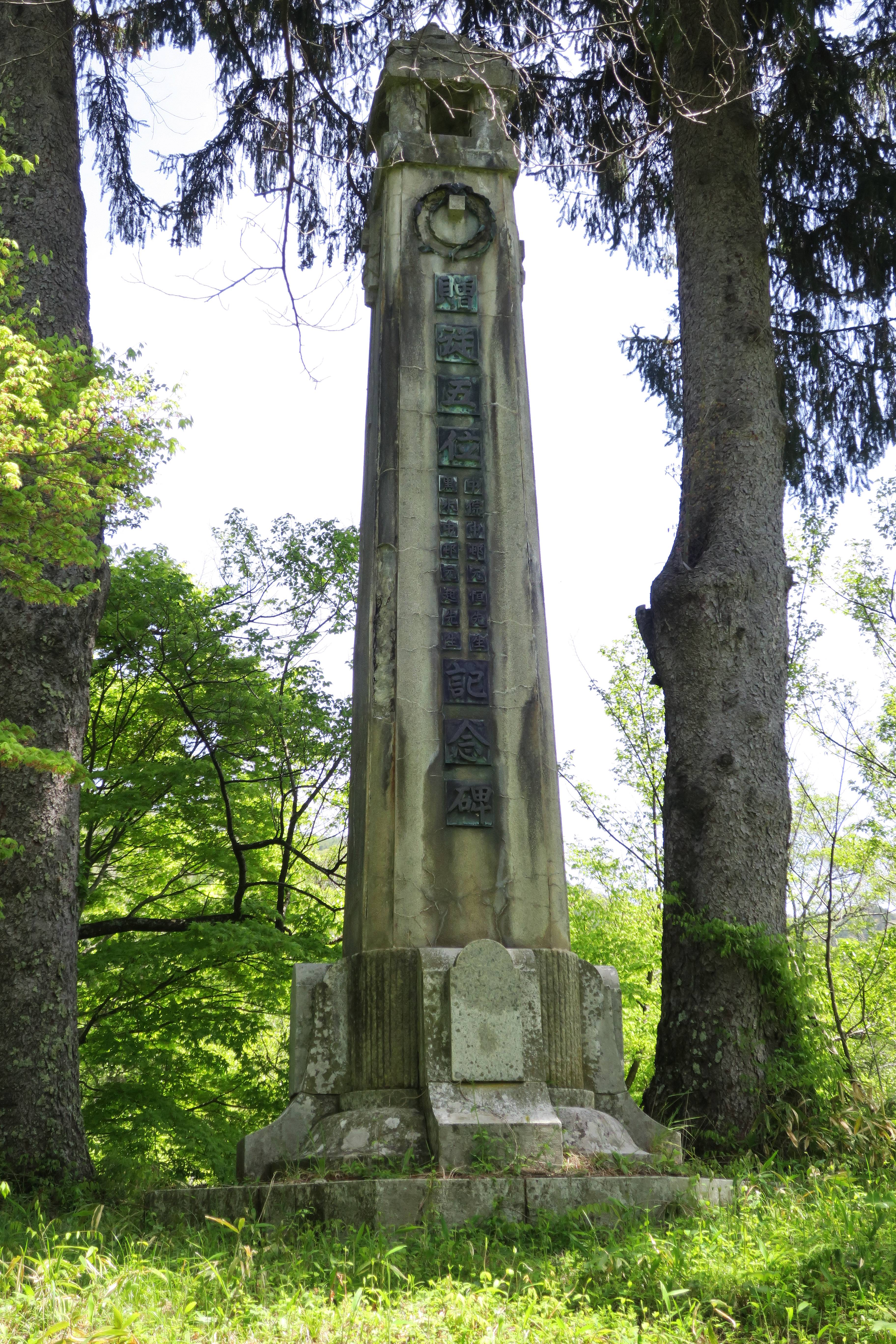
高遠城址に建つ記念碑

## 著作
- 「蕗原拾葉」
- 「周易衍註」
- 「周易衍翼」
- 「易学源流論」
- 「毛詩通解」
- 「信濃史奇談」
- 「伊那史略」
- 「箕輪記」